# Domenico Di Carlo
Domenico "Mimmo" di Carlo (Cassino, 23 de março de 1964) é um treinador italiano e ex-futebolista. Atualmente está sem clube.

## Títulos
Jogador
- Campeonato Italiano Série-C2 de 1987-88 pelo Palermo
- Coppa Italia de 1996-97 pelo Vicenza

Treinador
- Campeonato Italiano Série C2 de 2003-04 pelo Mantova